# Alejandro Luces
Alejandro Luces Salinas (El Santa, Áncash, 20 de enero de 1950) es un exfutbolista peruano. Se desempeñaba en la posición de delantero.

## Trayectoria
Alejandro Luces volante ofensivo, se inició futbolísticamente en el club de su ciudad, José Gálvez en 1969. Allí permaneció hasta 1972 cuando fichó por el cuadro Unión Tumán recién ascendido a la Primera división.
Tras un breve paso por Juan Aurich, continua su carrera en Unión Huaral en 1974, con el cuadro acerero logra un muy buena campaña llegando al subcampeonato y clasificación para Copa Libertadores, en 1976 logra  anotar 17 goles convirtiéndose en el máximo goleador del campeonato y siendo una de las figuras del campeonato que logró su equipo.
Su actuación le valíó para ser contratado por Universitario de Deportes en la temporada 1977 donde permaneció en el club hasta la mitad de campaña 1979. 
En su paso por el equipo marcó 12 goles, entre ellos destaca el primer gol del jugador en el Estadio Lolo Fernández, fue el 4 de marzo de 1978 en la jornada 3 del torneo frente a su exequipo el Unión Huaral ante aproximadamente 20.000 espectadores, el resultado final fue empate de 2-2.
Militaría después con distinta suerte en Green Cross de Temuco y en los O'Higgins de Chile, y en los clubes de León de Huánuco y Unión Huaral, donde se retira de fútbol profesional en 1986.

## Selección nacional
Fue internacional con la selección de fútbol del Perú en 8 ocasiones y marcó 3 goles. Su debut se produjo el 9 de febrero de 1977, en un encuentro amistoso ante la selección de Hungría, que finalizó con marcador de 3-2 a favor de los peruanos.

## Clubes
| Club                      | País  | Año       |
| ------------------------- | ----- | --------- |
| José Gálvez               | Perú  | 1969-1972 |
| Unión Tumán               | Perú  | 1973      |
| Juan Aurich               | Perú  | 1974      |
| Unión Huaral              | Perú  | 1975-1977 |
| Universitario de Deportes | Perú  | 1978-1979 |
| Green Cross-Temuco        | Chile | 1979-1980 |
| O'Higgins                 | Chile | 1980-1981 |
| Unión Huaral              | Perú  | 1981-1984 |
| León de Huánuco           | Perú  | 1985      |
| Unión Huaral              | Perú  | 1986      |

## Palmarés

### Campeonatos nacionales
| Título                    | Club         | País | Año  |
| ------------------------- | ------------ | ---- | ---- |
| Primera División del Perú | Unión Huaral | Perú | 1976 |

### Distinciones individuales
| Distinción                                | Año  |
| ----------------------------------------- | ---- |
| Goleador de la Primera División del Perú. | 1976 |